# Train
Train je americká pop rocková skupina pocházející ze San Francisca v Kalifornii, založená v roce 1994. V současnosti (2025) se skupina skládá z Patricka Monahana (zpěv), Taylora Lockeho (kytara, zpěv), Hectora Maldonadeho (baskytara, zpěv), Jerryho Beckera (klávesy, kytara) a Matta Mustyho (bicí).
Ještě s původní sestavou měla skupina velký úspěch se svým debutovým albem Train, jež vydali v roce 1998 společně s hitem „Meet Virginia“. Jejich druhé studiové album, Drops of Jupiter, přineslo skupině masivní popularitu. Hlavní singl z alba, „Drops of Jupiter (Tell Me)“, se stal mezinárodním hitem a vyhrál dvě ceny Grammy v roce 2002. V USA a Kanadě album dvakrát získalo platinové ocenění a zůstává nejprodávanějším albem skupiny.
Úspěch slavilo i jejich třetí studiové album, My Private Nation vydané v roce 2003, jež v USA za hit „Calling All Angels“ rovněž získalo platinové ocenění. Po odchodu Hotchkissa a Colina vydala skupina v roce 2006 čtvrté album, For Me, It's You, přičemž kapelu doplnili baskytarista Johnny Colt a klávesista Brandon Bush. I přes celkově pozitivní recenze kritiků nebylo album komerčně úspěšné. Skupina Train si tedy vzala tříletou přestávku.
Návrat v roce 2009 započali s albem Save Me, San Francisco, které znovu sklidilo velký úspěch, nejznámější písničkou z alba se stala „Hey, Soul Sister“. Od roku 2008 Hector Maldonado a Jerry Becker vystupují jako stálí členové skupiny. V následujících letech vydali alba Bulletproof Picasso (2014), Christmas in Tahoe (2015), Train Does Led Zeppelin II (2016), a A Girl, a Bottle, a Boat (2017). Jejich prozatím poslední album, AM Gold, vyšlo 20. května 2022. V roce 2014 ze skupiny odešel bubeník Scott Underwood a o dva roky později i hlavní kytarista Jimmy Stafford.

## Členové

### Současní členové
- Patrick Monahan – zpěv, perkuse (1994–2006, 2009–současnost), bicí (1994)
- Jerry Becker – klávesy, rytmická kytara, vokály (2008–současnost)
- Hector Maldonado – basová kytara, vokály (2009–současnost)
- Matt Musty - bicí, perkuse (2019–současnost)
- Taylor Locke – hlavní kytara, vokály (2021–současnost)

### Bývalí členové
- Rob Hotchkiss – rytmická kytara, vokály (1994–2003), hlavní kytara, bass (1994)
- Jimmy Stafford – hlavní kytara, vokály (1994–2006, 2009–2016), rytmická kytara (2003–2006, 2009–2014)
- Charlie Colin – basová kytara (1994–2003; zemřel v roce 2024)
- Scott Underwood – bicí, perkuse (1994–2006, 2009–2014), klávesy (1994–2003, 2009–2014)
- Brandon Bush – klávesy (2003–2006)
- Johnny Colt – basová kytara (2003–2006)
- Drew Shoals – bicí, perkuse (2014–2019)
- Luis Maldonado – hlavní kytara (2016–2021)
- Nikita Houston – vokály (2012–2024)
- Sakai Smith – vokály (2012–2024)

### Členové pro tour
- Kevin Costello – klávesy, basová kytara (1998–2003)
- Tony Lopacinski – rytmická a hlavní kytara (2004–2005)
- Ana Lenchantin – Violoncello, perkuse, vokály (2011)
- Brian Switzer – trubka (2012–2014)

## V popkultuře
Skladba „Calling All Angels“ se stala neoficiální hymnou baseballového týmu Los Angeles Angels, hrála se na Angel Stadium před každým domácím zápasem v sezóně 2010, zatímco videoobrazovka ukazovala sestřih historie týmu. Dále se také objevila na konci epizody seriálu One Tree Hill.
Písnička „When I Look to the Sky“ byla použita v traileru filmu Táta na plný úvazek.
V seriálu Kriminálka New York se objevovaly písničky „Hey Soul Sister“ a „Calling All Angles“.
Kapela byla parodována ve skeči „Band Face-Off“ při vysílání Saturday Night Live dne 26. ledna 2013, ve kterém vtrhli do baru, měli konflikt s Adamem Levinem (hostitel epizody) z kapely Maroon 5 a později se k nim připojili Jason Mraz a John Mayer. Train poté prohlásili, že parodii schválili.

## Diskografie

### Studiová alba
- Train (1998)
- Drops of Jupiter (2001)
- My Private Nation (2003)
- For Me, It's You (2006)
- Save Me, San Francisco (2009)
- California 37 (2012)
- Bulletproof Picasso (2014)
- Christmas in Tahoe (2015)
- Train Does Led Zeppelin II (2016)
- A Girl, a Bottle, a Boat (2017)
- AM Gold (2022)

## Ocenění

### Grammy
| Rok  | Nominováno                   | Ocenění                                                | Výsledek |
| ---- | ---------------------------- | ------------------------------------------------------ | -------- |
| 2002 | „Drops of Jupiter (Tell Me)“ | Record of the Year                                     | Nominace |
| 2002 | „Drops of Jupiter (Tell Me)“ | Song of the Year                                       | Nominace |
| 2002 | „Drops of Jupiter (Tell Me)“ | Best Rock Performance by a Duo or Group with Vocal     | Nominace |
| 2002 | „Drops of Jupiter (Tell Me)“ | Best Rock Song                                         | Výhra    |
| 2002 | „Drops of Jupiter (Tell Me)“ | Best Instrumental Arrangement Accompanying Vocalist(s) | Výhra    |
| 2004 | „Calling All Angels“         | Best Rock Performance by a Duo or Group with Vocal     | Nominace |
| 2004 | „Calling All Angels“         | Best Rock Song                                         | Nominace |
| 2011 | „Hey, Soul Sister“ (živě)    | Best Pop Performance by a Duo or Group with Vocals     | Výhra    |